# 10e corps de réserve (Empire allemand)
Pour les articles homonymes, voir 10e corps d'armée.
Le 10e corps de réserve est une unité majeure de l'armée allemande pendant la Première Guerre mondiale.

## Historique

### 1914

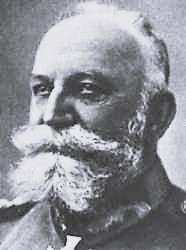
Günther von Kirchbach

Le corps est constitué et mobilisé au début de la Première Guerre mondiale, le 2 août 1914 . Il est subordonné à la 2e armée (Generaloberst Bülow) et prend part au déploiement prévu dans l'ouest. Via la zone de déploiement Aix-la-Chapelle-Eupen-Montjoie, la grande unité pénètre en Belgique neutre et participe à la conquête de Liège. Lors de la bataille de la Sambre, le corps force l'entrée dans le nord de la France. Le 21 août, le corps est en marche sur Charleroi via Gosselies avec la 19e division de réserve. La 2e division de réserve de la Garde, engagée à droite, est en train d'avancer sur Marchienne-au-Pont via Roux. Les avant-postes du 3e corps français sont contraints de se replier sur Aiseau via la Sambre. Le 22 août, le corps au centre de la 2e armée est engagé sur Charleroi, la 2e division de réserve de la Garde (général Süßkind) doit avancer sur Marchiennes, la 19e division de réserve (général von Bahrfeldt) pénètre directement dans Charleroi et est impliquée dans un combat de rue acharné avec des insurgés lors de son avancée vers la Sambre.
Lors de la bataille de Saint-Quentin, le général commandant Günther von Kirchbach est blessé le 29 août 1914 et remplacé le 2 septembre par le général d'infanterie Johannes von Eben. La 19e division de réserve s'est rassemblée à Essigny le Grand pour poursuivre sa progression vers l'Oise, lorsqu'elle est mise en grande difficulté près du Mesnil par une forte contre-attaque française (5e armée sous Lanrezac). Vers midi, elle est soulagée par l'intervention de la 2e division de réserve de la Garde qui, avec des éléments, déborde les troupes françaises par Hinacourt. La suite de la progression de la 2e armée sur l'Oise en direction de Reims est à nouveau libre.

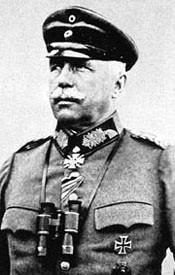
Johannes von Eben comme général d'infanterie

Début septembre, le 10e corps de réserve avance jusqu'au Petit Morin via Dormans et Orbais, entre le 5 et le 8 septembre a lieu la bataille décisive de la Marne, avec le 7e corps d'armée, le corps constitue l'aile droite de la 2e Armée. Le 10 septembre, le corps tente en vain, avec des éléments de la 13e division d'infanterie, d'arrêter l'avancée française vers le nord dans la brèche du front près de Dormans et doit se replier avec le 10e corps d'armée derrière la Vesle jusqu'au 12 septembre. À la suite du repli derrière l'Aisne, Reims est évacuée et devient une ville de front immédiat. Le 17 septembre 1914, lors de la première bataille de l'Aisne, la 2e division de réserve de la Garde réussit à prendre d'assaut le château de Brimont.

### 1915
Le 11 juin 1915, le général d'infanterie Robert Kosch est nommé général commandant le Corps. Début juillet, le corps est relevé par le 14e corps d'armée dans la région à l'est de Reims jeté sur le front de l'Est et transféré au sud de la Pologne en tant que partie de la 11e armée. Inséré à l'aile gauche du 10e corps d'armée, il avance vers le Boug après la bataille de Krasnostav.
Début octobre 1915, le corps est transféré en Syrmie sur la ligne du Danube et reçoit les 101e (Krewel) et 103e divisions d'infanterie (Estorff) sous ses ordres afin de participer à la campagne contre la Serbie. Après avoir forcé le passage du Danube à Ram (à une vingtaine de kilomètres au nord-est de Požarevac), l'action se déroule sur la Resava, le long de la Morava, vers le sud jusqu'à Jagodina. Après avoir atteint le champ des Merles (de) fin novembre près de Pristina, l'avancée est stoppée pour le moment après la prise de contact avec des unités bulgares.

### 1916
De retour sur le front occidental, le commandement général, en tant que partie de la 5e armée, prend la tête de la 22e division de réserve et de la 113e division d'infanterie sur la rive ouest de la Meuse au début du mois de mars 1916, pendant la bataille de Verdun. Le 7 avril 1916, un regroupement a lieu dans le champ d'attaque principal - le 18e corps d'armée (21e et 25e divisions d'infanterie) remplace la 58e division d'infanterie qui doit être relevée dans la région au sud de Douaumont, le 10e corps de réserve est subordonné, en plus de la 113e division d'infanterie, à la 19e division de réserve. En été 1916, le commandement du corps se déplace vers le groupe occidental de la Meuse et y reçoit la 7e division de réserve.

### 1917
Le 15 mars 1917, le corps d'armée est transféré sous le commandement du général von Eberhardt à la 7e armée qui s'est repliée dans la région de Vailly à la suite du mouvement d'Alberich. À partir du 10 avril 1917, avant même le début de la bataille de l'Aisne, le corps est subordonné à la 1re armée et désigné sous le nom de Groupe Brimont. Le commandement général est chargé de la défense de la ligne Sapigneul via le Fort de Brimont jusqu'à la périphérie nord de Reims. La 10e division de réserve (lieutenant général Dallmer (de)), la 21e division d'infanterie (major-général von Suter) et la 43e division de réserve en première ligne, ainsi que la division de remplacement de la Garde et la 54e division d'infanterie en réserve sont subordonnées au groupe Brimont. Face aux fortes attaques du 7e et du 32e corps français, Loivre et Courcy sont perdues et la relève des divisions usées s'avère nécessaire. À la mi-mai, le corps d'armée, avec les 34e et 39e divisions nouvellement subordonnés, tient bon sur la ligne attaquée Bermericourt-Brimont et est en outre renforcé par la 239e division d'infanterie.
Fin octobre 1917, le commandement général est transféré en Flandre et subordonné à la 4e armée. Entre le 14 novembre 1917 et le 5 avril 1918, le corps est désigné comme groupe Dixmude.

### 1918
Le corps se déplace vers Warneton pendant l'offensive Georgette et reçoit les 31e et 214e divisions d'infanterie sous ses ordres. Le 25 avril 1918, le corps Eberhardt réussit, avec l'Alpenkorps qui lui est attribué, à s'emparer du Kemmelberg à l'ouest de Messines. Le 6 août 1918, le lieutenant-général Arthur von Gabain est chargé de diriger le corps d'armée qui se trouvait toujours en Flandre. Après la bataille de la Lys, le corps se replie sur la position Anvers-Meuse. Après la fin de la guerre, le corps est démobilisé en janvier 1919.

## Composition le 18 août 1914
- 2e division de réserve de la Garde
  - 26e brigade d'infanterie de réserve
  - 38e brigade d'infanterie de réserve
  - 2e régiment d'uhlans de réserve
  - 20e régiment d'artillerie de campagne de réserve
  - 4e compagnie du 10e bataillon du génie
- 19e division de réserve
  - 37e brigade d'infanterie de réserve
  - 39e brigade d'infanterie de réserve
  - 6e régiment de dragons de réserve
  - 19e régiment d'artillerie de campagne de réserve
  - 1re et 2e compagnies du 10e bataillon du génie
- 25e brigade mixte de la Landwehr
- 29e brigade mixte de la Landwehr

- troupes du corps
  - 10e détachement téléphonique de réserve
  - Colonnes de munitions
  - Trains

## Général commandant
| Grade                  | Nom                   | Date                           |
| ---------------------- | --------------------- | ------------------------------ |
| General der Infanterie | Günther von Kirchbach | 2 au 30 août 1914              |
| General der Infanterie | Johannes von Eben     | 30 août 1914 au 11 juin 1915   |
| General der Infanterie | Robert Kosch          | 11 juin 1915 au 28 août 1916   |
| Generalleutnant        | Georg Fuchs           | 28 août au 15 octobre 1916     |
| General der Infanterie | Magnus von Eberhardt  | 15 octobre 1916 au 6 août 1918 |
| Generalleutnant        | Arthur von Gabain     | 6 août 1918 à janvier 1919     |